# Air Marshall Islands

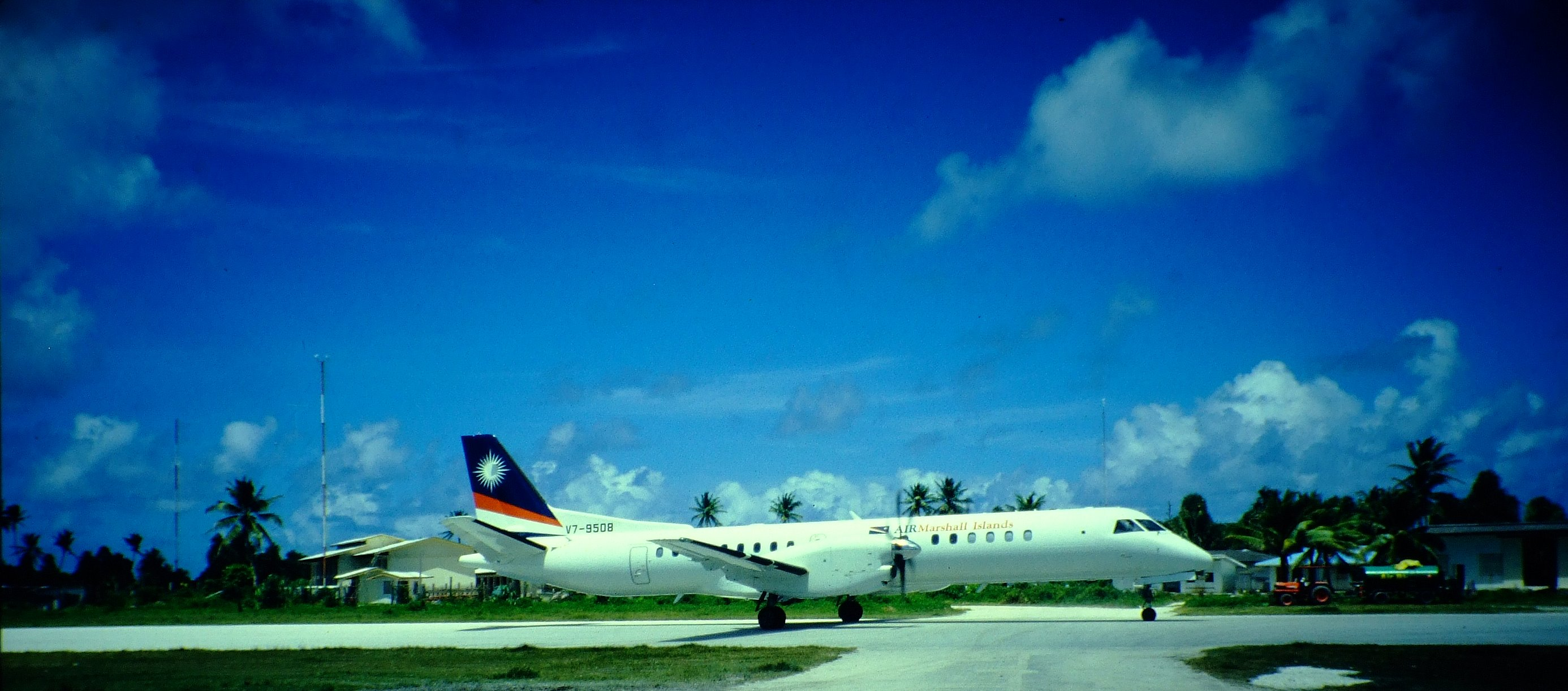
Un SAAB 2000 della compagnia

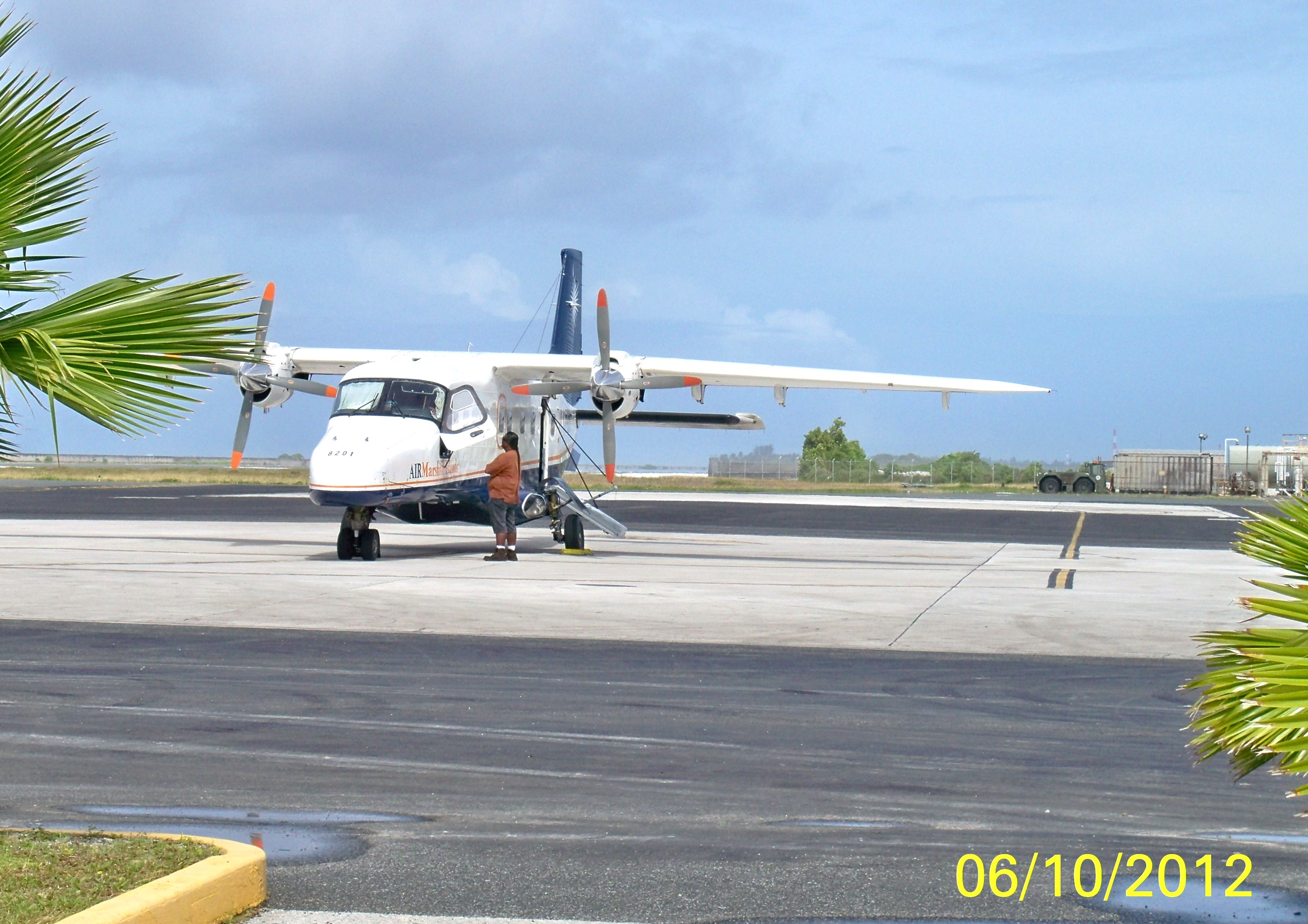
Un Dornier 228 della compagnia parcheggiato all'Aeroporto di Majuro

Air Marshall Islands è la compagnia aerea di bandiera delle Isole Marshall, fondata nel 1980. Ha il suo quartier generale e la base tecnica all'Aeroporto di Majuro, la capitale delle Isole Marshall. 

## Storia
La compagnia aerea è stata fondata nel 1980 come compagnia aerea delle Isole Marshall; la denominazione attuale è stata adottata nel 1989. La compagnia aerea è interamente di proprietà ed è controllata dal governo delle Isole Marshall.
Nel gennaio 2009, tutti i voli vennero sospesi mentre l'unico aereo della compagnia aerea, un Bombardier Dash 8 da 34 posti, subì danni alle ali dopo essersi scontrato con una torre dell'antenna FAA durante il traino.

## Flotta

### Flotta attuale
Ad agosto 2019 la flotta della Air Marshall Islands  comprende i seguenti velivoli:

### Ex flotta
La flotta della compagnia aerea comprendeva in precedenza i seguenti aeromobili (a dicembre 2015): 
- 1 Douglas DC-8 (1991-1996. Gestito da Hawaiian Airlines 1991-1992. Gestito da Arrow Air 1992-1996.)
- 1 Saab 2000 (1995-1998)
- 1 BAe 748 (1982-1996)